# (29878) 1999 GY19
(29878) 1999 GY19 là mộtn asteroid ở hệ Mặt Trời’s vành đai tiểu hành tinh. Nó được phát hiện ngày 25 tháng 4 năm 1999 by a LINEAR.

## Sources
1. 1 2 3 4 5 6 7 8 9  “JPL Small-Body Database Browser”. Truy cập ngày 9 tháng 8 năm 2010.